# 1،25-ثنائي هيدروكسي فيتامين د3 24-هيدروكسيلاز
سيتوكروم 24A1 (أو CYP24A1) أو 1,25-ثنائي هيدروكسي فيتامين د3 24-هيدروكسيلاز (بالإنجليزية: 1,25-dihydroxyvitamin D3 24-hydroxylase)‏ هو إنزيم مشفر بالمورثة CYP24A1.
الإنزيم له دور في تحويل كالسيتريول (الشكل الفعال لفيتامين د3) إلى حمض الكالسيترويك.
كما قد يكون للإنزيم دور في فرط كالسيوم الدم الطفولي الشديد.

## مخطط مسار تفاعلي
اضغط على المورثة أو البروتين أو المادة للذهاب إلى المقالة المتعلقة بها.
1. ↑  يمكن تعديل مخطط مسار التكوين التفاعلي في  ويكيباثويز: "VitaminDSynthesis_WP1531".